# Шкурник (фільм)

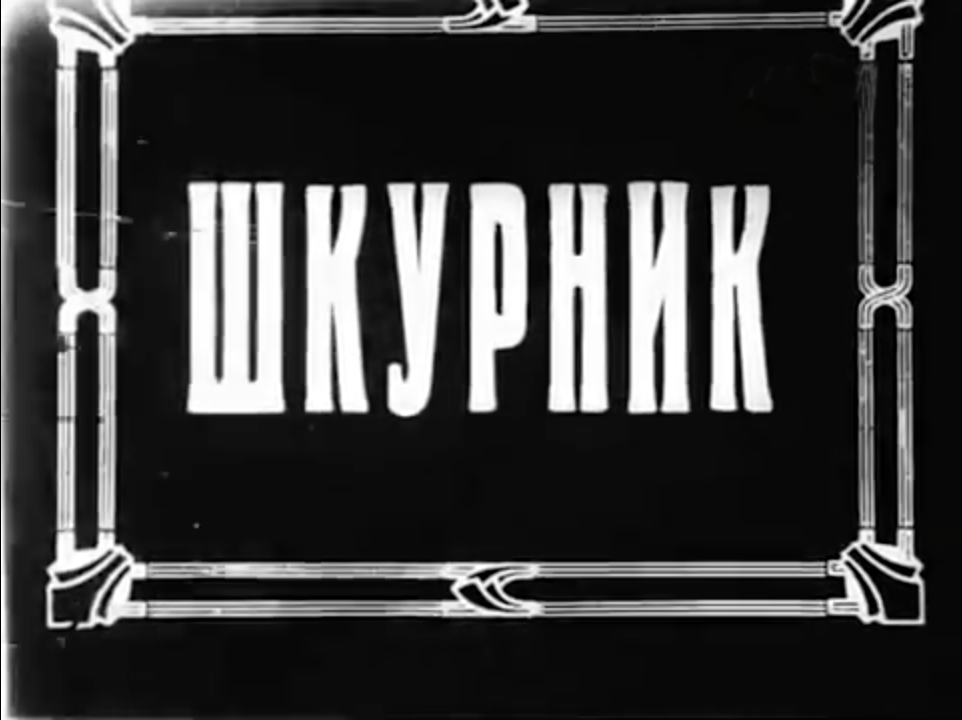
«Шкурник» (1929) — вступна заставка

«Шкурник» — український радянський художній фільм режисера Миколи Шпиковського в жанрі сатиричної комедії. Фільм знято 1929 року за оповіданням Вадима Охріменка «Цибала».
Стрічку, однак, було заборонено до показу Головреперткомом РРФСР.
Інші назви — «Знайоме обличчя», «Цибала», «Історія одного обивателя».
В незалежній Україні стрічку було віднайдено і реставровано. Фільм демонструвався, зокрема, на другому фестивалі німого кіно в Києві.
Займає 31-у позицію у списку 100 найкращих фільмів в історії українського кіно. Його можна подивитися в онлайн-кінотеатрі Довженко-Центру.

## Сюжет
Цей фільм може правити за путівник по радянській ідеології 20-х років.
Дія відбувається під час громадянської війни в Україні (див. Українсько-більшовицька війна 1917—1921). «Нейтральний обиватель» Аполлон Шмигуєв чхати хотів на усі ідеології, що воюють одна з одною на вулицях Києва. Він намагається всіма можливими засобами нажитися на безладі, що чиниться довкола. Сюжет цього комедійного роуд-муві заносить його то до червоних, то до білих, то до анархістів, але єдиним прагненням Аполлона Шмигуєва залишаються шкурні інтереси.
Режисер «Шкурника» хотів висміяти свого героя-пристосуванця, але він не знав, що саме Аполлон Шмигуєв невдовзі стане найпоширенішим типом радянської людини.